# Vagias Karavas
Vagias Karavas (* 1975) ist ein Schweizer Rechtswissenschaftler.

## Leben
Er studierte in Athen Rechtswissenschaften. Nach einem LL.M.-Aufbaustudium und der Promotion 2006 an der Goethe-Universität war er Oberassistent für Handels- und Wirtschaftsrecht an der Universität Fribourg (2005–2007). Ab 2008 war er Assistenzprofessor für Rechtssoziologie in Verbindung mit weiteren Grundlagenfächern (tenure track) an der Universität Luzern, wo er 2017 zum ordentlichen Professor für Rechtssoziologie, Rechtstheorie und Privatrecht berufen wurde.
Seine Forschungsschwerpunkte sind Rechtssoziologie, Privatrecht, Privatrechtstheorie, Internetrecht, Medizinrecht und Rechtsvergleichung.

## Schriften (Auswahl)
- Digitale Grundrechte. Elemente einer Verfassung des Informationsflusses im Internet. Baden-Baden 2007, ISBN 3-8329-2808-1.
- Körperverfassungsrecht. Entwurf eines inklusiven Biomedizinrechts. Zürich 2018, ISBN 3-8487-4710-3.